# Luke Bodensteiner
Luke Andrew Bodensteiner (* 29. September 1970 in Iowa City) ist ein ehemaliger US-amerikanischer Skilangläufer.

## Werdegang
Bodensteiner, der für die University of Utah startete, nahm an vier Juniorenweltmeisterschaften teil und belegte bei den Olympischen Winterspielen 1992 in Albertville den 43. Platz über 50 km Freistil, den 27. Rang über 30 km klassisch und zusammen mit John Aalberg, Ben Husaby und John Bauer den 12. Platz in der Staffel. In den Jahren 1991 und 1993 siegte er bei den NCAA-Meisterschaften in der klassischen Technik. Bei den Olympischen Winterspielen 1994 in Lillehammer lief er auf den 58. Platz über 10 km klassisch, auf den 45. Rang in der Verfolgung und auf den 36. Platz über 30 km Freistil. Zudem errang er dort zusammen mit John Aalberg, Ben Husaby und Todd Boonstra den 13. Platz in der Staffel. In seiner letzten Saison 1995/96 holte er drei Siege im Continental-Cup und belegte jeweils einmal den zweiten und dritten Platz.

## Siege bei Continental-Cup-Rennen
| Nr. | Datum            | Ort     | Disziplin       | Serie           |
| --- | ---------------- | ------- | --------------- | --------------- |
| 1.  | 2. Dezember 1995 | Canmore | 10 km klassisch | Continental-Cup |
| 2.  | 3. Dezember 1995 | Canmore | 15 km klassisch | Continental-Cup |
| 3.  | 9. Dezember 1995 | Bend    | 10 km klassisch | Continental-Cup |